# Teddy Boy
Teddy Boys, Teds, oder auch Cosh Boys genannt, sind ursprünglich eine jugendliche Protestbewegung, die sich erstmals Anfang der 1950er Jahre in England entwickelte. Neu an der Teddy-Boy-Bewegung war, dass sie sich bewusst nicht als Subkultur unter die Gesellschaft stellten, sondern durch vornehme Kleidung und einen affektiert wirkenden vornehmen Gestus den etablierten Mittelstand als die Proletarier abstempelten.
Der Protest der Teds war hauptsächlich gesellschaftlich ausgerichtet ohne politische Intention.

## Mode- und Freizeitverhalten als Form des Protestes

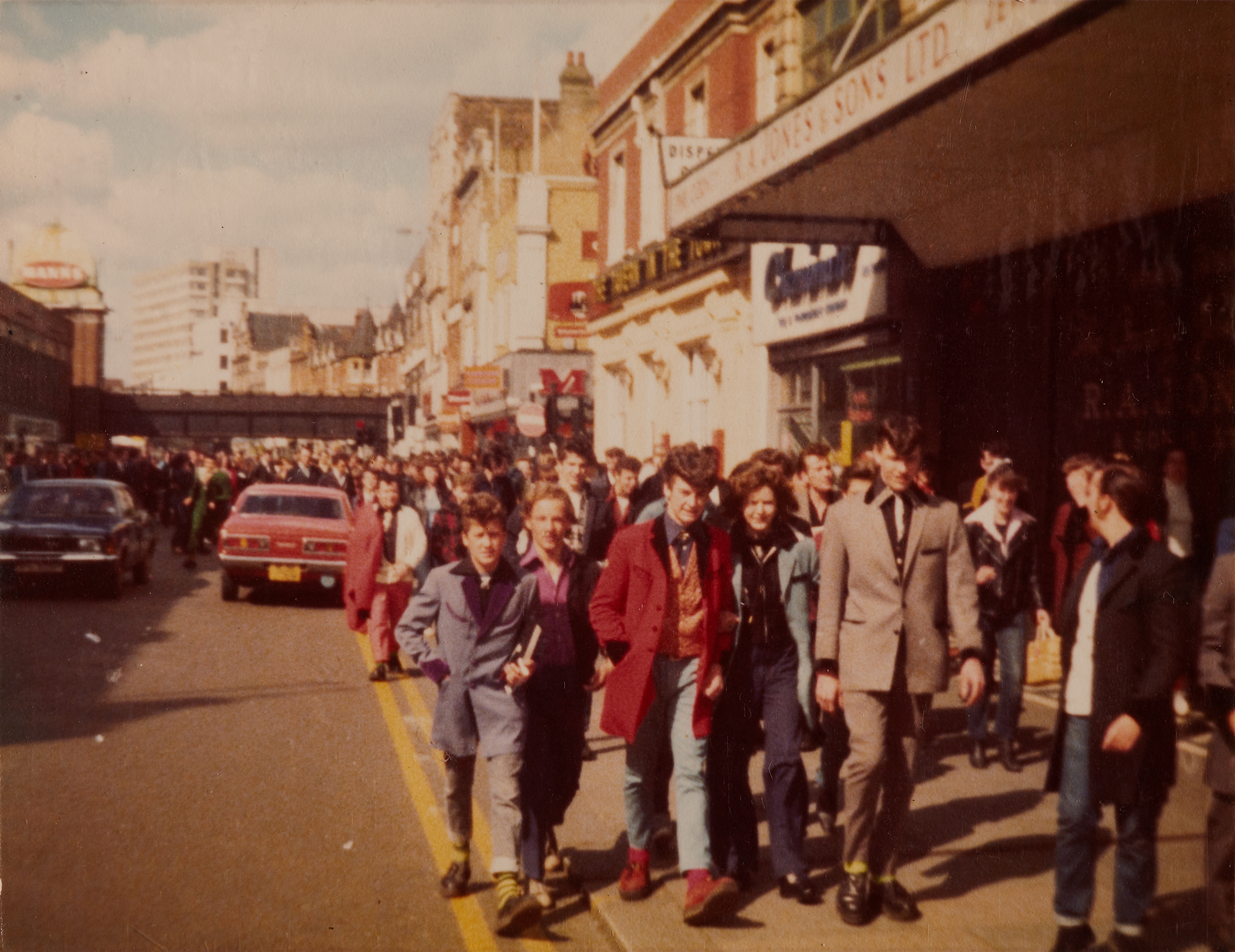
Teddy Boys, 1977

Teddy Boys machten vor allem durch ihre Kleidung auf sich aufmerksam. Der typische Ted trug fast knielange Anzugjackets, die so genannten Drapes, mit breitem Revers und farbig abgesetzten Applikationen. Hinzu kamen enge Hosen (Drainpipe trousers) und Schuhe mit hohen Crêpe-Sohlen (Creepers). Dieses Ensemble wurde von der obligatorischen Elvis-Tolle abgerundet, und häufig mit langen Schlüsselketten und auffällig gemusterten Anzugwesten ergänzt.
Die Drapes gaben den Teds ihren Namen, denn ursprünglich waren diese langen Jacken unter dem britischen König Edward VII. (Herrschaft von 1901 bis 1910) in Europa populär gewesen – Teddy ist die Koseform für „Edward“. Die Teds wurden deshalb zu Anfang auch als „Edwardians“ bezeichnet. Neben der Abgrenzung durch einen eigenen Modestil zeigten die Teds ihren Protest vor allem durch ihre Musik, den Rock ’n’ Roll. Hinzu kamen Krawalle und Massenschlägereien im Anschluss an Rock-’n’-Roll-Konzerte oder -Filme, die die etablierte Gesellschaft in ihrer Ablehnung noch bestärkte.

## Teddy Girls
Die Teddy Girls, auch Judies genannt, trugen einen androgynen Kleidungsstil mit aufgerollten Jeans, Drapes oder Mänteln, flachen Schuhen wie Espadrilles sowie Clutches und Halstüchern.

## Revival
Nachdem die Teds in den 1960er Jahren langsam durch andere Subkulturen abgelöst wurden, erwachten sie Mitte der 1970er Jahre zu neuem Leben. Maßgeblichen Anteil an diesem Revival hatten Bands wie Crazy Cavan, Matchbox, Flying Saucers sowie die amerikanische Rockabilly-Band Stray Cats.
In England war die Jugendbewegung so populär, dass es am 15. Mai 1976 zu einer Demonstration kam. Beim „March to the BBC“ durch London forderten tausende von Teddy Boys und Girls aus dem ganzen Land, mehr authentischen Rock ’n’ Roll im Radio zu spielen.
In Deutschland kam es zu Beginn der 1980er Jahre noch vielfach zu Auseinandersetzungen zwischen Teds und anderen Jugendkulturen in Großstädten. So galten in Hamburg die Teds mit den Punks verfeindet, Schlägereien und regelrechte Bandenkriege waren keine Besonderheit. In der Provinz sah die Sache anders aus: Die Subkulturen waren aufeinander angewiesen bei Anfeindungen durch die bürgerliche Gesellschaft. Hier bildeten sich Gruppen aus Punks und Teds, die sich dann in Mode und Musik gegenseitig beeinflussten.
Bands wie Lou Cifer and the Hellions, Foggy Mountain Rockers oder Teencats sind auch heute noch in der Szene aktiv.